# Банди-Амир

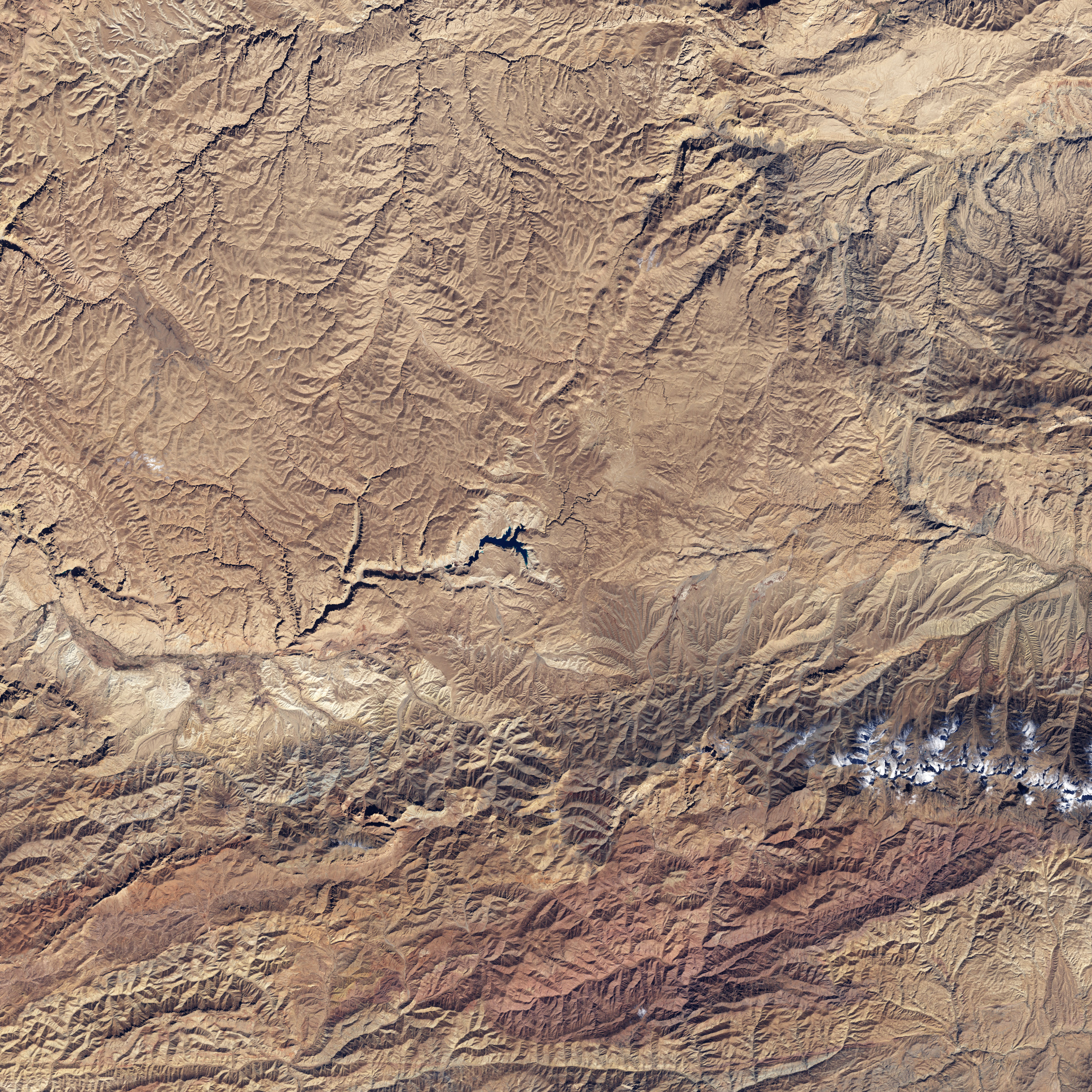
Вид из космоса

Банди-Амир (перс. بند امیر‎, имеется в виду Имам Али) — цепочка из шести бирюзовых озёр, расположенных на высоте около 3000 метров в горах Гиндукуш, в центральной части Афганистана, в провинции Бамиан, у истоков одноимённой реки (бассейн Балха). Озёра разделены скалами из известкового туфа, который обогащает воду диоксидом углерода и придаёт ей соответствующий ярко-синий цвет. Через озёра протекает одноимённая река.
Природный комплекс является одной из наиболее популярных достопримечательностей страны, наряду с Бамианскими Буддами. Также Банди-Амир является первым национальным парком Афганистана.

## История
Власти Афганистана планировали придать природному комплексу статус национального парка ещё в 1960-х годах, однако из-за политической нестабильности этого не случилось.
На 1970-е годы пришёлся пик посещений этого места зарубежными туристами. Однако в последующем из-за внутриполитического кризиса паломничество к озёрам практически прекратилось.
В 2004 году была подана заявка на включение Банди-Амир в список объектов Всемирного наследия.
В апреле 2009 года было, наконец, объявлено о создании первого национального парка в Афганистане.

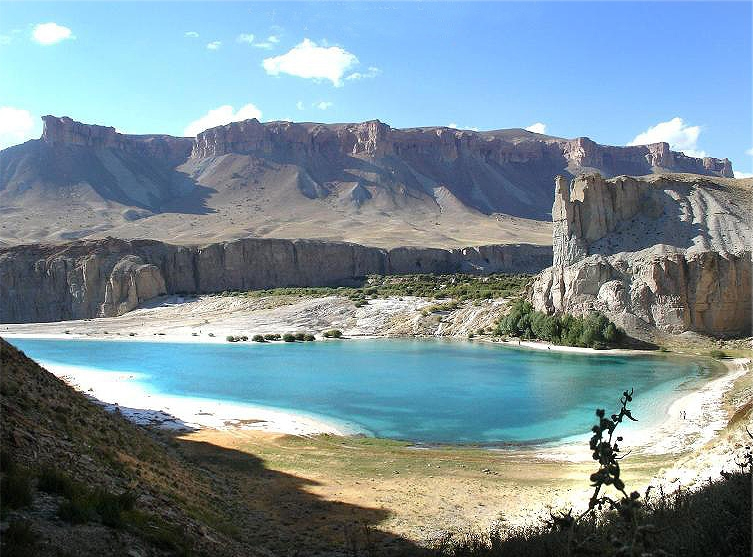
Банди-Панир
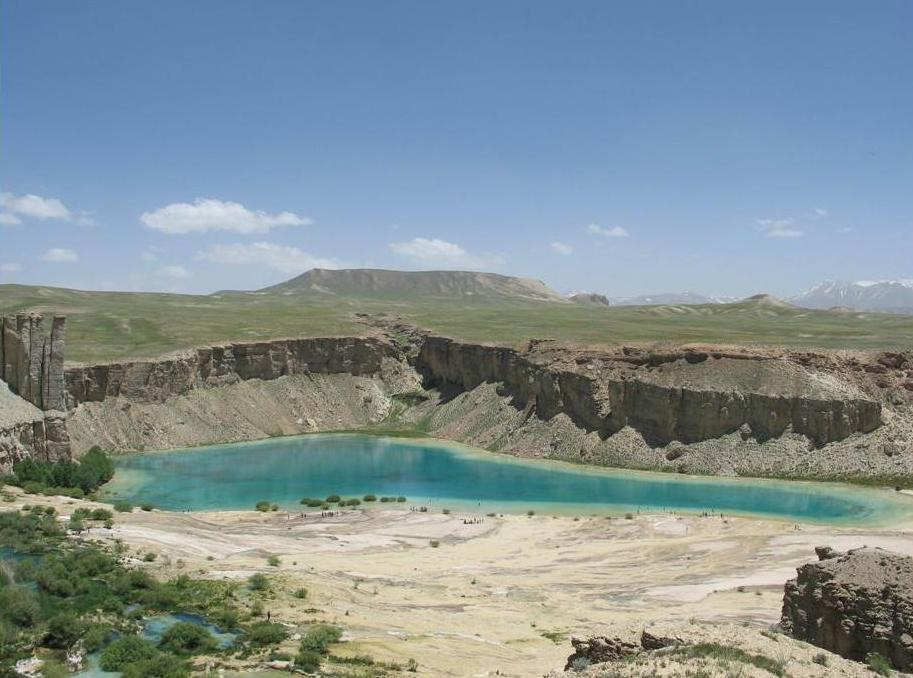
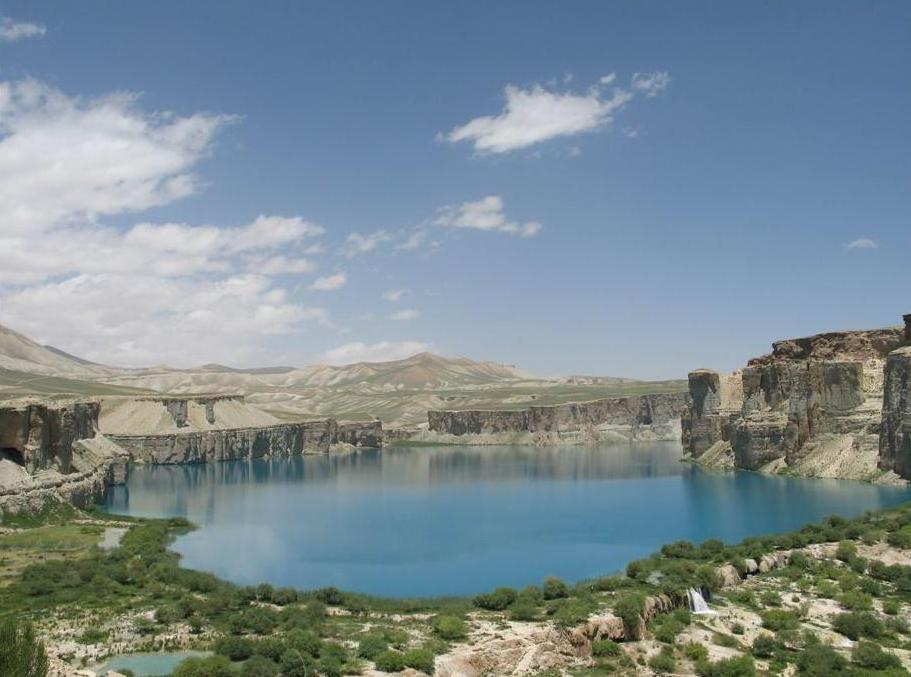

## География
Банди-Амир расположено примерно в 75 километрах к северо-западу от древнего города Бамиан.
В состав природного комплекса входят шесть озёр:
- Банди-Гульаман;
- Банди-Камбар;
- Хайбат;
- Банди-Пудина;
- Банди-Кайбулат;
- Банди-Зульфагор.

Самым большим и глубоким из озёр является Банди-Зульфагор, его средняя глубина — 150 метров.
Зимой температура воздуха здесь может опускаться ниже −20 °C.
На территории Банди-Амир можно встретить таких животных, как горные козлы, дикие овцы, волки, лисы, а также снежные зяблики, которые являются эндемиками для этих мест.

## Отрицательные стороны
Туристы при посещении национального парка могут встретить следующие проблемы: отсутствие основных услуг, асфальтированных дорог, а также наличие минных участков. Местность подверглась минированию как со стороны военных сил, так и после прихода талибов. Единственный и небольшой по размерам базар расположен около озера Банди-Хайбат.
Здешняя экология регулярно подвергается серьёзным вызовам, таким как нерегулируемый выпас скота, выкорчёвывание кустарников, что в свою очередь способствует эрозии почвы, рыболовство с применением взрывчатых веществ. Из-за этих и других проблем разнообразие дикой природы в Банди-Амир значительно сократилось.